# Pagus Atrebatensis
Pour les articles homonymes, voir Artois (homonymie).
Ne doit pas être confondu avec Pays d'Artois.

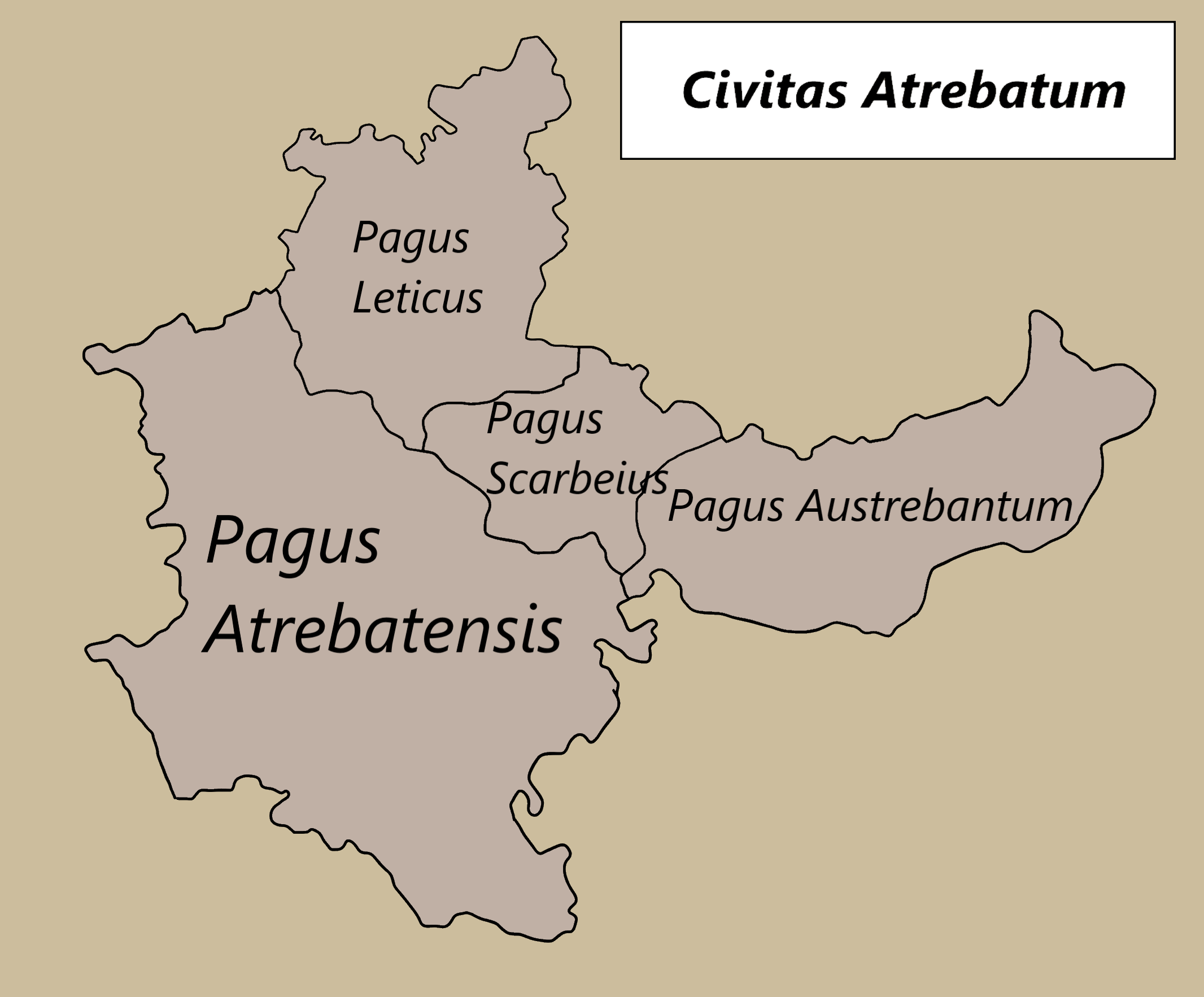
Localisation du pagus.

Le pagus Atrebatensis ou pagus d'Artois est un pagus de la civitas des Atrébates. Sa capitale était Arras.
Ce pagus était borné au sud par le Vermandois et l'Amiénois, à l'ouest par le Ternois, à l'est par l'Ostrevent et le Caribant, au nord par le pagus Scarbeius et le pagus Leticus.
En 853, on trouvait à la tête du pagus Atrebatensis un comte nommé Waltcaudus, qui administrait également l'Ostrevant.
À la fin du IXe siècle, l'abbaye de Saint-Vaast, qui était en même temps la citadelle d'Arras, se trouvait entre les mains du comte Raoul, cousin du comte de Flandre Baudouin II et probablement fils d'Évrard (de Frioul) et de Gisèle, sœur de Charles le Chauve.
Quand Raoul mourut, en 892, Baudouin s'empara de la place, avant que le roi Eudes eût pu en disposer. Baudouin, frappé d'excommunication, n'en brava pas moins le roi qui vint mettre le siège devant Arras, mais qui finit (895) par en reconnaître la possession au comte dont il désirait se ménager l'appui.
En 899, Charles le Simple, à qui la mort d'Eudes avait valu l'adhésion unanime des grands, réussit à expulser Baudouin du château d'Arras, et il le remit au comte Aumer ; l'archevêque Foulques de Reims avait énergiquement combattu les prétentions de Baudouin et celui-ci, par vengeance, n'hésita pas à le faire assassiner (17 juin 900). Il ne récupéra pourtant ni Saint-Vaast, ni le pays d'Arras, qui demeurèrent à Aumer et à son fils Aleaume jusqu'en 931.
Le comte Aleaume paraît avoir pris parti, avec Héribert II de Vermandois, contre le roi Raoul de Bourgogne qui vint, en 931, assiéger la place. Aleaume fut tué à Noyon en 933. Le comte de Flandre Arnoul, qui s'était mis en possession de son comté, le conserva jusqu'à la fin de son règne.
Le roi Lothaire envahit la Flandre en 965 ; il obligea les vassaux du comte à lui rendre hommage et garda par-devers lui le pagus Atrebatensis, ainsi que l'Ostrevent et tout le pays jusqu'à la Lys. C'était les conquêtes d'Arnoul Ier qu'il annulait. Il est probable que cette confiscation n'a été que temporaire et que Lothaire remit lui-même la partie méridionale de la Flandre au jeune comte Arnoul II.
Au moment où le comte de Flandre Philippe d'Alsace mariait Isabelle, fille de sa sœur Marguerite, à Philippe Auguste (1180), il commit la fâcheuse erreur d'engager, à titre de dot de la jeune reine, une notable portion de ses États, dont le pagus Atrebatensis.
Cette cession fut confirmée par le traité d'Arras (octobre 1191).

## Les comtes d'Arras
- Waltcaudus (853)
- Raoul (jusqu'en 892)
- Baudouin II de Flandre (892-899)
- Aumer (à partir de 899)
- Aleaume (jusqu'en 931)
- Arnoul Ier de Flandre et ses successeurs[12]